# أنتوني مونير
أنتوني مونير (بالفرنسية: Anthony Mounier)‏ (27 سبتمبر 1987 في أوبيناس) لاعب كرة قدم فرنسي يلعب حاليا في نادي الدرجة الأولى ليون الفرنسي في مركز المهاجم كما أنه يجيد اللعب في مركز الجناح الأيسر .

## المسيرة الرياضية مع الأندية
تم ترقية مونير إلى الفريق الأول لفريق ليون في بداية موسم 2007/2008 . تم منحه القميص رقم 27 . شارك في فترة التحضير التي سبقت الموسم بالمشاركة في بطولة كأس السلام حيث شارك في المباريات الأربع وسجل هدف واحد في مرمى فريق شيميزو إس بولس الياباني .
في 12 يناير 2008 شارك للمرة الأولى مع فريق ليون في مباراة رسمية في بطولة دوري الدرجة الأولى في مواجهة فريق تولوز وانتهت المباراة بفوز فريق ليون 3-2 . سجل هدفه الأول لصالح فريق ليون في 24 يناير 2009 في بطولة كأس فرنسا في مرمى فريق كونسارنو الهاوي والتي انتهت بفوز فريق ليون بنتيجة 6-0 . بينما سجل هدفه الأول في بطولة الدوري في 22 مارس 2009 في مرمى فريق سوشو .

## روابط خارجية
- أنتوني مونير على موقع إي إس بي إن إف سي (الإنجليزية)
- أنتوني مونير على موقع قاعدة بيانات كرة القدم.إي يو (الإنجليزية)
- أنتوني مونير على موقع ليكيب (الفرنسية)
- أنتوني مونير على موقع Soccerbase.com (لاعب) (الإنجليزية)
- أنتوني مونير على موقع Soccerway.com (الإنجليزية)
- أنتوني مونير على موقع عالم كرة القدم.نت (الإنجليزية)
- أنتوني مونير على موقع كووورة
- أنتوني مونير على موقع AS.com (الإسبانية)